# Brücke über den Kompsatos
Die Brücke über den Kompsatos (Γέφυρα Πολύανθου) ist eine historische steinerne Bogenbrücke, die den Fluss Kompsatos (griechisch: Κομψάτος; bulgarisch: Suschitza) zwischen der griechischen Gemeinde Iasmos (griechisch: Ίασμος) und Polyanthos in den Rhodopen in Thrakien quert. Die beiden großen Brückenbögen haben eine Weite von 21,8 und von 17 m. Die Höhe des Bogens beträgt 12 m. Der westliche der ursprünglich drei Bögen ist eingestürzt.

## Geschichte
Die Brücke stammt aus dem 17. und 18. Jahrhundert.

## Galerie

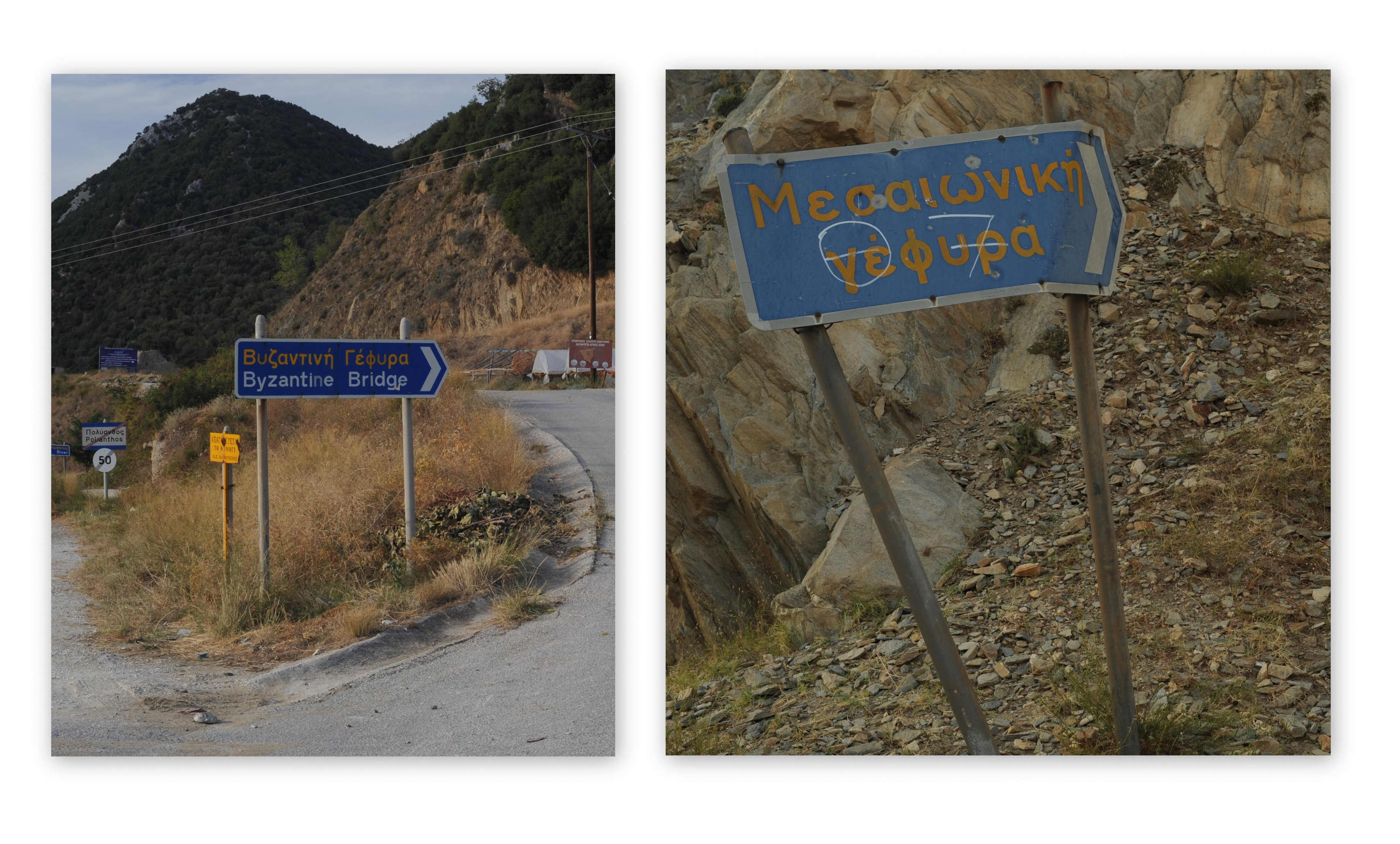
Wegweiser zur Brücke
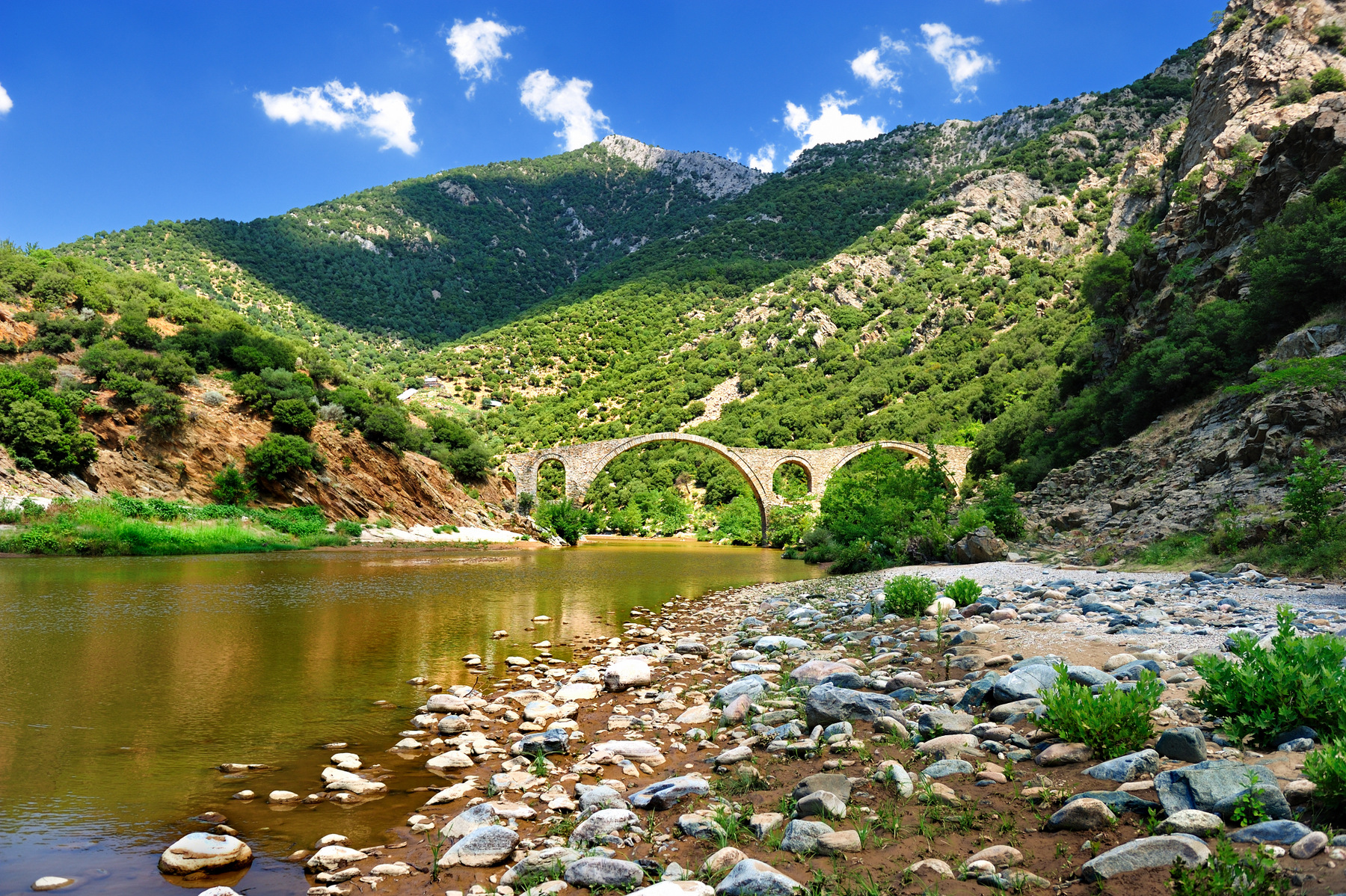
Blick auf die Brücke